# Yusri Sami
Yusri Sami (15 de abril de 2003) es un deportista egipcio que compite en judo. Ganó cinco medallas en el Campeonato Africano de Judo entre los años 2021 y 2025.

## Palmarés internacional
| Campeonato Africano | Campeonato Africano      | Campeonato Africano | Campeonato Africano |
| Año                 | Lugar                    | Medalla             | Categoría           |
| ------------------- | ------------------------ | ------------------- | ------------------- |
| 2021                | Dakar (Senegal)          | Medalla de plata    | –60 kg              |
| 2022                | Orán (Argelia)           | Medalla de oro      | –60 kg              |
| 2023                | Casablanca (Marruecos)   | Medalla de oro      | –60 kg              |
| 2024                | El Cairo (Egipto)        | Medalla de plata    | –60 kg              |
| 2025                | Abiyán (Costa de Marfil) | Medalla de oro      | –60 kg              |